# بيتي جونسون (مغنية)
بيتي جونسون (بالإنجليزية: Betty Johnson)‏ هي مغنية أمريكية، ولدت في 1929.

## وصلات خارجية
- بيتي جونسون على موقع ميوزك برينز (الإنجليزية)
- بيتي جونسون على موقع قاعدة بيانات برودواي على الإنترنت (الإنجليزية)
- بيتي جونسون على موقع ديسكوغز (الإنجليزية)